# Dasypogon lugens
Dasypogon lugens är en tvåvingeart som beskrevs av Philippi 1865. Dasypogon lugens ingår i släktet Dasypogon och familjen rovflugor. Inga underarter finns listade i Catalogue of Life.